# Рушко, Вилхелмс Волдемарович
Ви́лхелмс Волдемарович Ру́шко (латыш. Vilhelms Ruško; 24 октября 1922, Лудза — 31 января 1993) — латвийский артист оперетты. Заслуженный артист Латвийской ССР (1965).

## Биография
Артист Рижского театра оперетты с момента его создания в 1945 году. Дебютировал в премьерном спектакле театра по пьесе Вилиса Лациса «Невестка» (в течение первого сезона театр назывался Рабочим театром Латвийского центрального совета профсоюзов и наряду с музыкальными спектаклями ставил драматические). В дальнейшем исполнял такие роли, как Яшка-артиллерист в «Свадьбе в Малиновке» Бориса Александрова, Григорий Распутин в «Белых ночах» Тихона Хренникова, доктор Фальк в «Летучей мыши» Иоганна Штрауса (сына) и др.

## Признание и награды
- Заслуженный артист Латвийской ССР (1965).

## Творчество

### Роли в театре

#### Рижская оперетта
- 1956 — «Сильва» Имре Кальмана — Леопольд Воляпюк
- 1963 — «Лукавые женщины» Жака Оффенбаха (оригинальное название «Браконьеры») — Элеонор, сын губернатора
- 1963 — «Сто чертей и одна девушка» Тихона Хренникова — Агафон
- 1971 — «Ограбление в полночь» Марка Лившица (по пьесе Мирослава Митровича) — Милан
- «Проделки Ханумы» Гии Канчели — Князь
- 1976 — «Тогда в Севилье» Марка Лившица (по пьесе Самуила Алёшина) — Флорестино
- 1976 — «Венский вальс[англ.]» на музыку Иоганна Штрауса — Эбезедер